# Принцип Бабине
В физике принцип Бабине гласит, что картина дифракции от непрозрачного тела отличается от картины дифракции от отверстия того же размера и формы только общей интенсивностью прямого луча. Он был сформулирован в 1800-х годах французским физиком Жаком Бабине.

## Вывод
Рассмотрим исходное дифрагирующее тело B — и его дополнение B', пропускающее лучи там, где их поглощало тело B. Сумма диаграмм направленности излучения, создаваемых B и B', совпадает с диаграммой направленности исходного луча. Поэтому создаваемые B и B' диаграммы направленности всюду, кроме одного направления, противоположны по фазе, но равны по амплитуде.
Одним из следствий принципа Бабине является парадокс затухания, согласно которому на большом расстоянии от частицы интенсивность пучка понижается вдвое сильнее, чем если бы пучок подчинялся классической физике. Это происходит потому, что интенсивность поглощенного или отраженного излучения равна потоку через поперечное сечение частицы, который по принципу Бабине равен полному потоку дифрагированного излучения.
Хотя принцип Бабине чаще всего используется в оптике, он применим и к любым другим формам электромагнитного излучения.